# Seznam slovenskih blues skupin
Seznam slovenskih blues skupin.

## A
- Abraham blues band

## B
- Bluesteam

## D
- Don Mentony Band

## E
- EasyWalkers
- Emšo Blues Band

## H
- Hamo & Tribute 2 Love

## L
- Leteča cigara

## M
- Mojo hand

## P
- Poltrona Express
- Prismojeni profesorji bluesa (Wacky Blues Professors)

## T
- Trio barva
- The Tzar Blues Band

## U
- Undertaker